# 陈宽 (唐朝)
陈宽（?—?），籍贯不详，唐代狀元。
大和八年（834年）甲寅科状元及第，同科的有雍陶。僅知大中年间曾擔任阳翟县令。有《二十五等人圖》一卷。《全唐文》存有《颖亭记》等文。